# حسن بهزادی
حسن بهزادی سرلشکر بازنشسته ژاندارمری و فرمانده گردان اعزامی به ورامین در جریان قیام ۱۵ خرداد بود. او در سال ۱۳۵۸ در دادگاه انقلاب به اتهام کشتار مردم محاکمه و به دستور خلخالی اعدام شد.
او در دادگاه انقلاب به ریاست صادق خلخالی به همراه سرهنگ کاویانی که در سال ۱۳۴۲ سروان و فرمانده گروهان شهر ری بود، متهم شد که در کشتار مردم در این روز دست داشت است.
وی در برابر این اتهام در دادگاه اعلام کرد که بیگناه بوده و تنها به عنوان رئیس واحد فرهنگی ژاندارمری (آموزشگاه‌های گروهبانی واقع در خیابان مولوی) به درخواست مقامات مافوق خود که چند کامیون به محوطه آموزشگاه‌ها فرستاده بودند و برای مقابله با تظاهرات در خیابان مولوی نفرات را مسلح کرده و فرستاده است.